# Sònia Moya i Villanueva
Sònia Moya i Villanueva (Cerdanyola del Vallès, 1981) és una escriptora i professora catalana.
Exerceix la docència des del 2005 i des de llavors indaga, dins i fora de l'aula, en l'estudi de la paraula com a eina de transformació social. En aquest sentit, col·labora en el Cicle Tocats de Lletra de Manresa des de l'any 2008 i coordina el club de lectura de poesia de la Biblioteca Ateneu Les Bases des del 2013. Treballa per la comprensió i gaudi de la poesia com a eina d'ensenyament des d'una triple perspectiva: amb els propis alumnes, amb d'altres docents (Pla Lector del Bages Sud) i amb intervencions poètiques a primària.
Ha publicat Gramàtica de l'equilibri (Galerada, premi de poesia Amadeu Oller 2010), Plutó (Témenos, 2015, premi Mossèn Narcís Saguer 2014), Intersecció de conjunts (Témenos, Col·lecció Lai, 2017), Càntara (Témenos, Col·lecció Lai, 2018) i Silur (Meteora, 2019, premi de poesia Narcís Lunes i Boloix 2018).
Viu la poesia d'una manera holística, i per això ha treballat amb músics com Pau Ruiz, Celeste Alías, María Di Pace, Àlex Reviriego, Manel Fortià o Marta Roma, amb artistes plàstics com Txema Rico, Quim Moya, Mariona Vilaseca o Gill Bradley, o amb ballarines com Maria Ribera, Laura Bataller o Mònica Vergés.
Alguns dels seus poemes han format part d'antologies traduïdes al castellà i al portuguès.

## Obra
- Gramàtica de l'equilibri (Ed. Galerada, 2010). Premi Amadeu Oller 2010.[6]
- Plutó (Témenos Ed, 2015). Premi Mossèn Narcís Saguer 2014.
- Intersecció de conjunts (Témenos Ed, 2017. Col·lecció Lai)[7]
- Càntara (Témenos Ed, 2018. Col·lecció Lai)
- Silur (Ed. Meteora, 2019). Premi Narcís Lunes i Boloix 2018.

## Premis i reconeixements[calcitació]
- Premi Amadeu Oller per Gramàtica de l'equilibri (2010)
- Premi Mossèn Narcís Saguer de Vallgorguina per Plutó (2015)
- Premi Narcís Lunes i Boloix de Sant Vicenç dels Horts per Silur (2018)